# Kadayampatti
Kadayampatti é uma panchayat (vila) no distrito de Salem, no estado indiano de Tamil Nadu.

## Demografia
Segundo o censo de 2001,  Kadayampatti  tinha uma população de 9691 habitantes. Os indivíduos do sexo masculino constituem 54% da população e os do sexo feminino 46%. Kadayampatti tem uma taxa de literacia de 53%, inferior à média nacional de 59.5%: a literacia no sexo masculino é de 61% e no sexo feminino é de 44%. Em Kadayampatti, 12% da população está abaixo dos 6 anos de idade.